# Giovanni Lavaggi

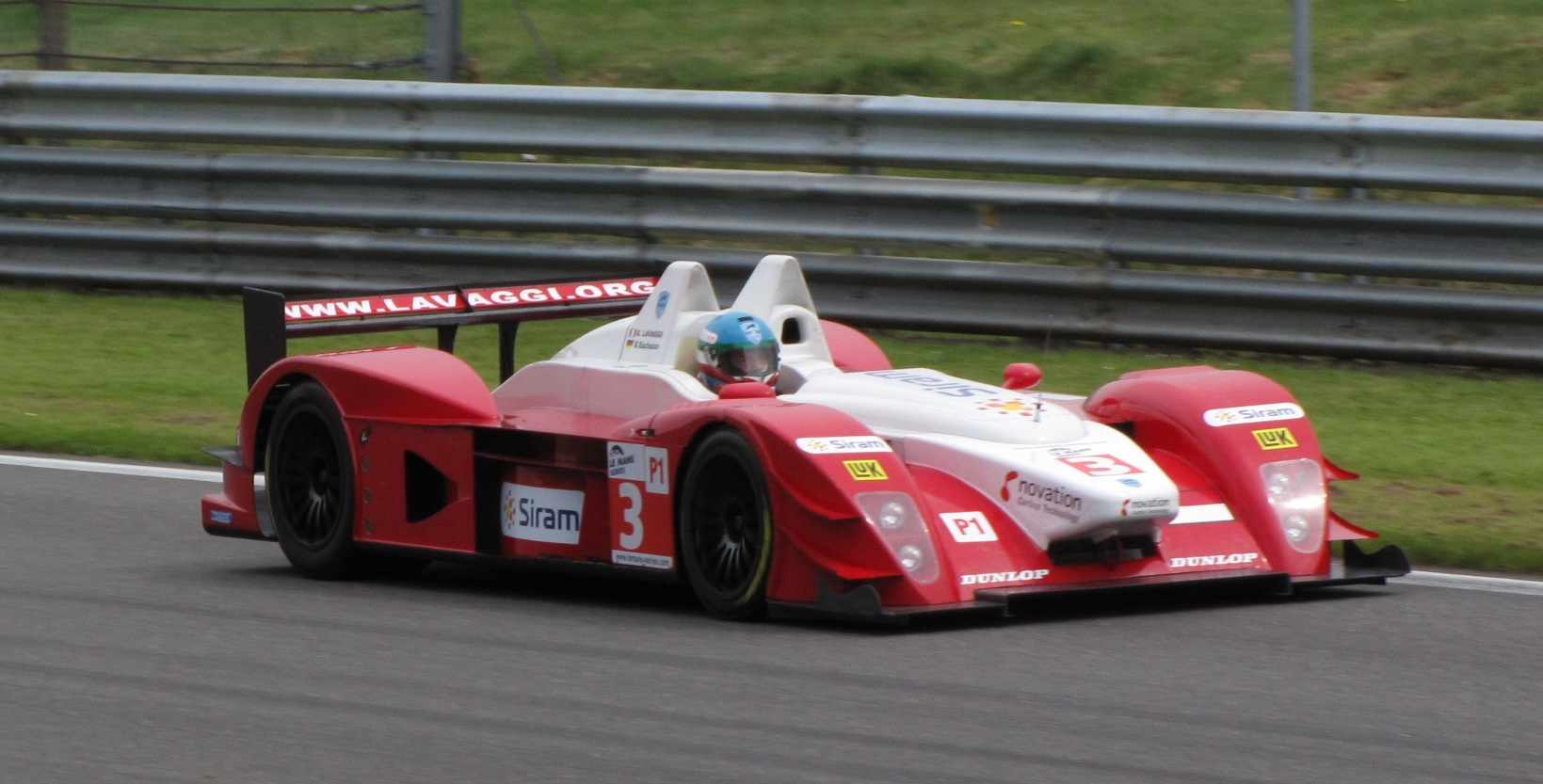
Lavaggi op het circuit van Spa, 2009

Giovanni Lavaggi (Augusta, Sicilië, 18 februari 1958) is een voormalig Formule 1-coureur uit Italië. In 1995 en 1996 reed hij 10 Grands Prix voor de teams Pacific Racing en Minardi, maar scoorde hierin geen punten.